# ایب استرن
ایب استرن (انگلیسی: Abe Stern؛ ‏ ۸ مارس ۱۸۸۸ – ۱۲ ژوئیهٔ ۱۹۵۱) تهیه‌کننده آلمانی‌الاصل اهل ایالات متحده آمریکا بود.
از فیلم‌هایی که وی در تهیهٔ آنها نقش داشته‌است، می‌توان به اول تجارت، بعد صداقت، یالله بجنب، پیشخدمت، دل در گرو، شیران و بانوان، عشق بی دردسر، سلطان آشپزخانه، ماهی خال‌دار و سلام دردسر  اشاره کرد.